# Palisota bicolor
Palisota bicolor là một loài thực vật có hoa trong họ Commelinaceae. Loài này được Mast. mô tả khoa học đầu tiên năm 1878.